# Buffalo jump

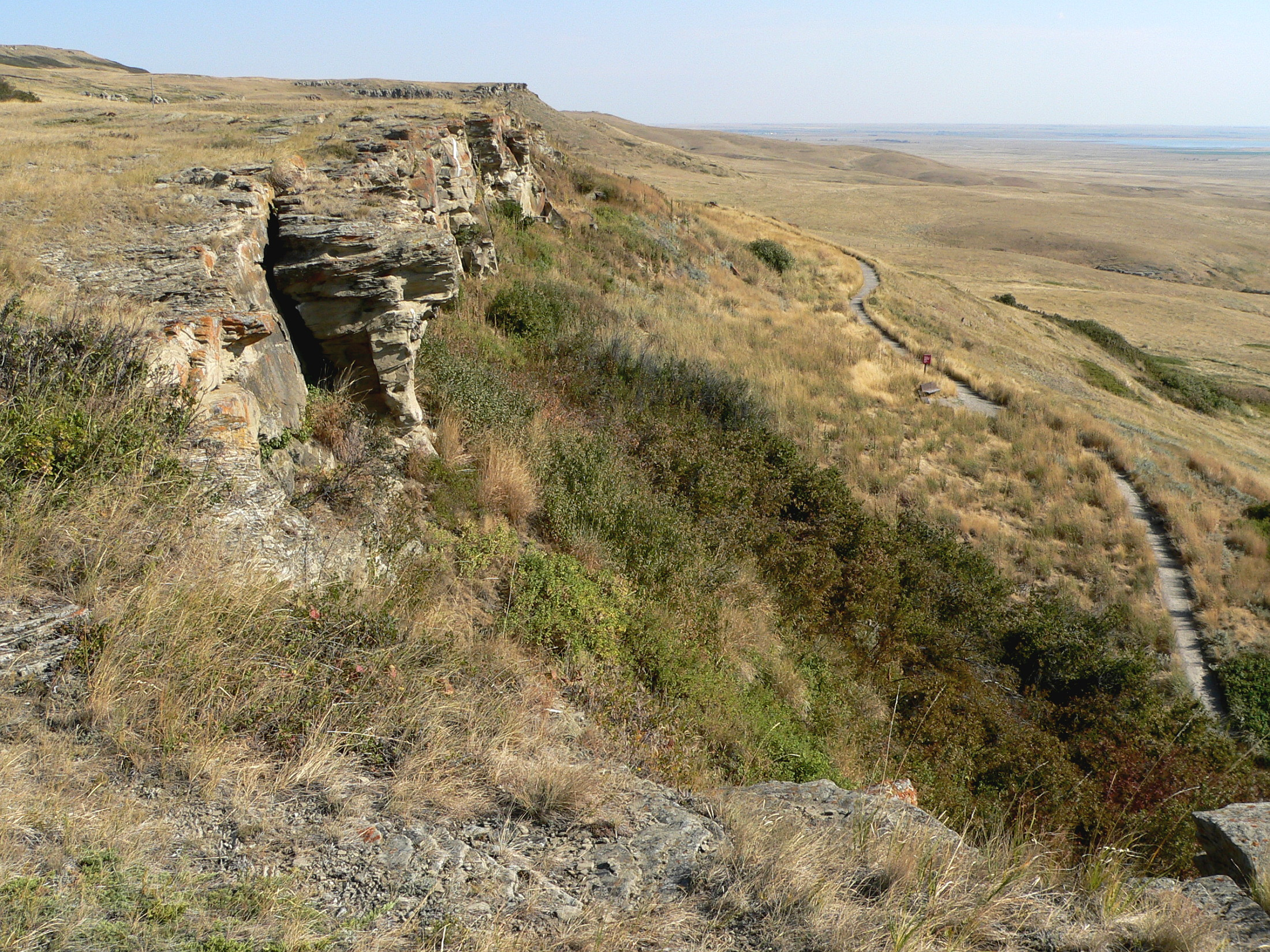
Head-Smashed-In Buffalo Jump in de Canadese provincie Alberta

Een buffalo jump is een rotsformatie, die door Noord-Amerikaanse indianen van oudsher werd gebruikt tijdens de bizonjacht. Jagers dreven groepen bizons richting een klif, waardoor de dieren genoodzaakt waren te springen en hun poten braken. Hierdoor konden ze onderaan de klif niet meer vluchten. Andere stamleden stonden beneden klaar met speren om de bizons direct af te maken.
De locaties zijn van grote archeologische waarde, gezien het feit dat de stamleden altijd in de buurt van de jump woonden. Deze vindplaatsen illustreren hoe de indianen gebruikmaakten van de bizons voor voedsel, kleding en onderdak.
De bredere term game jump ("game" is het Engelse woord voor wild) wordt gebruikt ter aanduiding van vergelijkbare rotsformaties, die gebruikt werden voor een soortgelijke jacht op andere dieren, zoals wilde zwijnen en rendieren.

## Selectieve lijst van jumps
- Head-Smashed-In Buffalo Jump ()
- Bonfire Shelter
- Ulm Pishkun
- Madison Buffalo Jump State Park
- Dry Island Buffalo Jump Provincial Park
- Glenrock
- Big Goose Creek
- Vore Buffalo Jump
- Too Close For Comfort Site
- Olsen-Chubbuck Bison Kill Site